# جيمس باتون أندرسون
جيمس باتون أندرسون هو سياسي أمريكي، ولد في 16 فبراير 1822 في مقاطعة فرانكلين في الولايات المتحدة، وتوفي في 20 سبتمبر 1872 في ممفيس في الولايات المتحدة. نشط حزبياً في الحزب الديمقراطي. وقد انتخب عضو مجلس نواب مسيسيبي ‏.